# Сербська народна творчість
Сербська народна творчість або фольклор — художня колективна літературна і музична творча діяльність сербського народу.

### Сербські народні пісні
У передмові до твору «Сербські народні думи і пісні» М. Старицький писав: «Серби зуміли зберегти в пам'яті всю чаруючу заманливість епічної поезії та мови. У них і до цього часу б'є давнє богатирське серце, вони й тепер живуть колишнім епічним життям». Сербська епічна поезія ввесь час тримається одного ритму (хорей). У багатьох сербських думах дуже докладно все описане.
Сербські народні пісні досліджували багато українських фольклористів. Переклади сербських народних пісень становлять вагому частину творчого доробку Я. Головацького. Він був одним із перших на Україні перекладачів і дослідників сербської народної пісні. В альманасі «Вінок русинам на обжинки» (Відень, 1846, ч. 1, с. 166—204) було опубліковано 23 пісні, перекладені Я. Головацьким, разом з науковою розвідкою та примітками. Однак значна частина перекладів залишилась неопублікованою.
В альманасі «Русалка Дністровая», с. 103—106 М. Шашкевич надрукував переклади шести сербських народних пісень: «Дівчина і риба», «Дівчина до рожі», «Пуста дівчина», «Дівчина, лице миюча», «Ангелчині ворота», «Знатель».

### Сербська міфологія

#### Лісовик
Серби, як і інші слов'яни, поважають дерева. В дохристиянській слов'янській релігії були священні гаї, які вважалися місцем проживання богів та демонів.
Народні уявлення про лісовика можна було побачити ще нещодавно у календарних церемоніальних ходах у селах. Звичайно двоє людей йшли в одязі шерстю догори, тримали в руках великі палиці й виявляли до певних учасників карнавалу неприховані еротичні наміри.
Лісовик вважався лісових духом та доглядачем худоби.

#### «Шумська мати»
У неї вірували, а іноді й зараз вірять, сільські мешканці східної Сербії та Банату. Уявляють вродливою жінкою з дуже розвинутими грудьми, розпатланим чорним волоссям, довгими нігтями. Іноді вона гола, іноді — одягнута в білий одяг. Іноді може явитися і як стара жінка з великими зубами. Могла перетворюватися на індика, корову, свиню, собаку або свиню. Зустрічалася як правило вночі (близько опівночі). Не приносила людям зла. Її просто приваблював дим.
Вірять також у водяників, русалок та віл тощо 